# هیپ‌هاپ مراکشی
موسیقی رپ مراکشی یک سبک موسیقی مراکشی است که با فرهنگ رپ و هیپ‌هاپ ارتباط دارد.

## تاریخ
تاریخچه هیپ‌هاپ و فرهنگ شهری مراکشی به اواسط دههٔ ۱۹۹۰ میلادی بازمی‌گردد که پس از ظهور هیپ هاپ در فرهنگ غربی، جوانان مهاجر مراکشیِ ساکن اروپا پس از بازگشت به میهنشان، این سبک نوی موسیقی را به مراکش انتقال دادند.
از آن زمان بود که رپ و موسیقی شهری در مراکز شهری اصلی مراکش طرفدارانی پیدا کرد. امروزه رپ مراکشی، سبک مورد علاقه بسیاری از مراکشی‌ها، به‌ویژه جوانان مراکشی است و از مسائل اجتماعی و سیاسی سخن می‌خوانَد و اعتراض می‌کند.